# Dornau (Gemeinde Schönau an der Triesting)
Dornau ist eine Ortschaft und eine Katastralgemeinde der Gemeinde Schönau an der Triesting im Bezirk Baden in Niederösterreich. Die Ortschaft hat 17 Einwohner (Stand 1. Jänner 2024).

## Geografie
Die Rotte Dornau befindet sich östlich von Leobersdorf und besteht aus dem kleinen Schloss Dornau mit einer Kapelle und einem Garten sowie dem angeschlossenen Gutshof samt einer Schäferei.

## Siedlungsentwicklung

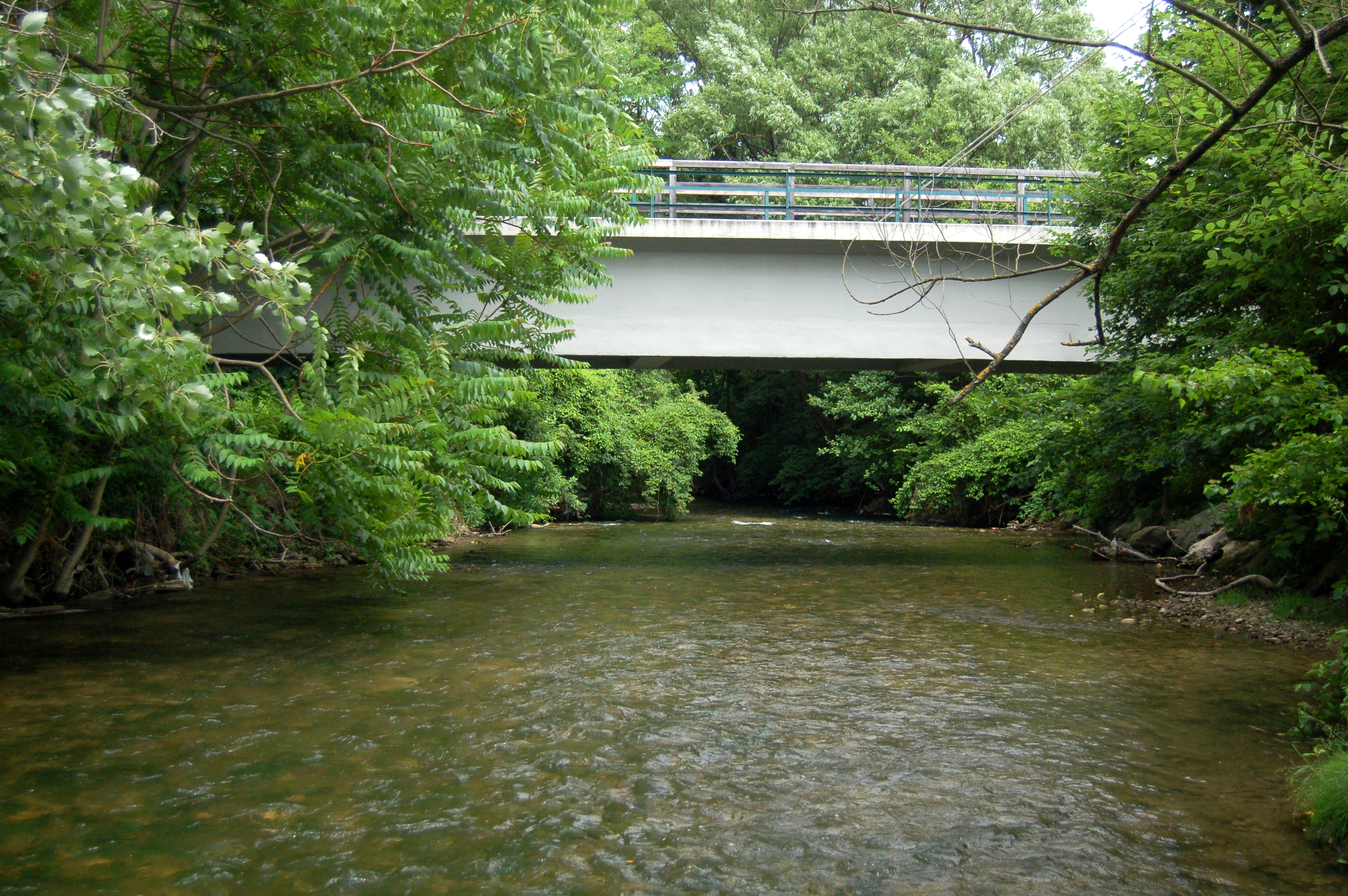
Die Kanalbrücke des Wiener Neustädter Kanals über die Triesting in Dornau

Zum Jahreswechsel 1979/1980 befanden sich in der Katastralgemeinde Dornau insgesamt 118 Bauflächen mit 61.452 m² und 122 Gärten auf 158.433 m², 1989/1990 waren es 112 Bauflächen. 1999/2000 war die Zahl der Bauflächen auf 288 angewachsen und 2009/2010 waren es 117 Gebäude auf 347 Bauflächen.
In der Katastralgemeinde Dornau quert der Wiener Neustädter Kanal die Triesting über eine Brückenkonstruktion.

## Geschichte
Laut Adressbuch von Österreich waren im Jahr 1938 in Dornau ein Bäcker, eine Mühle und die Gutsverwaltung Auersperg ansässig.

## Landwirtschaft
Die Katastralgemeinde ist landwirtschaftlich geprägt. 77 Hektar wurden zum Jahreswechsel 1979/1980 landwirtschaftlich genutzt und 1 Hektar waren forstwirtschaftlich geführte Waldflächen. 1999/2000 wurde auf 78 Hektar Landwirtschaft betrieben und 1 Hektar waren als forstwirtschaftlich genutzte Flächen ausgewiesen. Ende 2018 waren 23 Hektar als landwirtschaftliche Flächen genutzt und Forstwirtschaft wurde auf 5 Hektar betrieben. Die durchschnittliche Bodenklimazahl von Dornau beträgt 57,5 (Stand 2010).